# Fidel Ambríz
Fidel Daniel Ambríz González (León, 21 marzo 2003) è un calciatore messicano, centrocampista del Monterrey.

## Carriera
Cresciuto nel settore giovanile del León, ha esordito in prima squadra il 10 novembre 2019 disputando l'incontro di Liga MX vinto 4-0 contro il Toluca.

## Statistiche

### Presenze e reti nei club
Statistiche aggiornate al 10 marzo 2022.
| Stagione        | Squadra         | Campionato      | Campionato | Campionato | Coppe nazionali | Coppe nazionali | Coppe nazionali | Coppe continentali | Coppe continentali | Coppe continentali | Altre coppe | Altre coppe | Altre coppe | Totale | Totale |
| Stagione        | Squadra         | Comp            | Pres       | Reti       | Comp            | Pres            | Reti            | Comp               | Pres               | Reti               | Comp        | Pres        | Reti        | Pres   | Reti   |
| --------------- | --------------- | --------------- | ---------- | ---------- | --------------- | --------------- | --------------- | ------------------ | ------------------ | ------------------ | ----------- | ----------- | ----------- | ------ | ------ |
| 2019-2020       | León            | LMX             | 2          | 0          | CM              | 0               | 0               | CCL                | 0                  | 0                  |             | -           | -           | 2      | 0      |
| 2020-2021       | León            | LMX             | 4          | 1          |                 | -               | -               | CCL                | 0                  | 0                  |             | -           | -           | 4      | 1      |
| 2021-2022       | León            | LMX             | 17         | 0          |                 | -               | -               | CCL                | 3                  | 0                  | CdC+LC      | 1+1         | 0           | 22     | 0      |
| Totale carriera | Totale carriera | Totale carriera | 23         | 1          |                 | 0               | 0               |                    | 3                  | 0                  |             | 2           | 0           | 28     | 1      |

### Cronologia presenze e reti in nazionale
| Cronologia completa delle presenze e delle reti in nazionale ― Messico | Cronologia completa delle presenze e delle reti in nazionale ― Messico | Cronologia completa delle presenze e delle reti in nazionale ― Messico | Cronologia completa delle presenze e delle reti in nazionale ― Messico | Cronologia completa delle presenze e delle reti in nazionale ― Messico | Cronologia completa delle presenze e delle reti in nazionale ― Messico | Cronologia completa delle presenze e delle reti in nazionale ― Messico | Cronologia completa delle presenze e delle reti in nazionale ― Messico |
| Data                                                                   | Città                                                                  | In casa                                                                | Risultato                                                              | Ospiti                                                                 | Competizione                                                           | Reti                                                                   | Note                                                                   |
| ---------------------------------------------------------------------- | ---------------------------------------------------------------------- | ---------------------------------------------------------------------- | ---------------------------------------------------------------------- | ---------------------------------------------------------------------- | ---------------------------------------------------------------------- | ---------------------------------------------------------------------- | ---------------------------------------------------------------------- |
| 31-5-2024                                                              | Chicago                                                                | Messico                                                                | 1 – 0                                                                  | Bolivia                                                                | Amichevole                                                             | -                                                                      | 64’                                                                    |
| Totale                                                                 |                                                                        | Presenze                                                               | 1                                                                      |                                                                        | Reti                                                                   | 0                                                                      |                                                                        |

## Palmarès

### Club

#### Competizioni nazionali
- Campionato messicano: 1

León: Guardianes 2020

#### Competizioni internazionali
- Leagues Cup: 1

León: 2021
- CONCACAF Champions League: 1

León: 2023

### Individuale
- Squadra della stagione della CONCACAF Champions League: 1

2023